# عثمان خالد بوت
عثمان خالد بوت (بالإنجليزية: Osman Khalid Butt)‏ هو صحفي باكستاني، ولد في 9 فبراير 1986 في باكستان.

## وصلات خارجية
- عثمان خالد بوت على موقع IMDb (الإنجليزية)
- عثمان خالد بوت على موقع قاعدة بيانات الفيلم (الإنجليزية)